# Yuliya Yelistratova
Yuliya Yelistratova –en ucraniano, Юлія Єлістратова– (Óvruch, 15 de febrero de 1988) es una deportista ucraniana que compite en triatlón y acuatlón.
Ganó una medalla de plata en el Campeonato Mundial por Relevos de 2007 y tres medallas en el Campeonato Europeo de Triatlón entre los años 2011 y 2016. Además, obtuvo dos medallas en el Campeonato Mundial de Acuatlón, plata en 2014 y bronce en 2013.

## Palmarés internacional
| Campeonato Mundial por Relevos | Campeonato Mundial por Relevos | Campeonato Mundial por Relevos | Campeonato Mundial por Relevos |
| Año                            | Lugar                          | Medalla                        | Prueba                         |
| ------------------------------ | ------------------------------ | ------------------------------ | ------------------------------ |
| 2007                           | Tiszaújváros (Hungría)         | Medalla de plata               | Relevos                        |
| Campeonato Europeo             |                                |                                |                                |
| Año                            | Lugar                          | Medalla                        | Prueba                         |
| 2011                           | Pontevedra (España)            | Medalla de plata               | Relevo mixto                   |
| 2012                           | Eilat (Israel)                 | Medalla de bronce              | Relevo mixto                   |
| 2016                           | Lisboa (Portugal)              | Medalla de plata               | Individual                     |

| Campeonato Mundial | Campeonato Mundial    | Campeonato Mundial | Campeonato Mundial |
| Año                | Lugar                 | Medalla            | Prueba             |
| ------------------ | --------------------- | ------------------ | ------------------ |
| 2013               | Londres (Reino Unido) | Medalla de bronce  | Individual         |
| 2014               | Edmonton (Canadá)     | Medalla de plata   | Individual         |